# Joan Richmond
Joan Margaret Richmond (Cooma, 1905 – 1999) è stata una pilota automobilistica australiana, pioniera del motorsport in Australia, che ha gareggiato a livello internazionale in sette rally di Monte Carlo e due gare della 24 Ore di Le Mans.

## Biografia
Joan Richmond nacque nel 1905 nella città di Cooma, nel sud del Nuovo Galles del Sud e crebbe a Victoria. Fu educata alla St Catherine's School, a Toorak, che lasciò alla fine del 1923.

## Carriera sportiva
Da giovane si allenò e cavalcò i cavalli da corsa di sua proprietà. Nel 1932, tuttavia, lo stato di Victoria vietò alle donne di essere addestratrici di cavalli, motivo per il quale Joan si indirizzò verso le corse automobilistiche, gareggiando nelle prove automobilistiche già dal 1926. Nel Grand Prix australiano del 1931, svoltosi a Phillip Island, finì quinta con una Austin Seven nel campo dominato dagli uomini. Dopo questo successo, lei e due amiche partirono alla guida di tre automobili Riley Nine via terra da Melbourne verso l'Italia per gareggiare al Rally di Monte Carlo. Il viaggio durò cinque mesi.
In viaggio verso l'Inghilterra, accettò l'opportunità di competere insieme a Elsie Wisdom nella gara di due giorni di 1.000 miglia a Brooklands. Il duo vinse la gara con una Riley Nine, raggiungendo una velocità di 84,41 miglia all'ora e impiegando 12 ore 23 minuti e 53 secondi per completare la distanza.
Nel 1933 acquistò una Ballot del 1921, precedentemente guidata da Malcolm Campbell, ma l'età dell'auto e la poca affidabilità le diedero scarso successo.
Negli anni '30 fu co-pilota di Bill Bilney, con il quale si fidanzò nel 1937. Purtroppo Bill perse la vita durante una gara automobilistica a Donnington Park nel luglio 1937. Joan rinunciò alle corse automobilistiche dopo lo scoppio della seconda guerra mondiale e rimase in Inghilterra, dove lavorò in una fabbrica di aerei dell'azienda de Havilland.
Tornata in Australia nel 1946, divenne una sostenitrice del benessere degli animali. Morì nel 1999.

## Cultura di massa
Richmond consegnò la sua collezione di trofei, tazze, fotografie, lettere e diari a David Price, un amico che sperava di realizzare una sua biografia. Furono incluse le targhe del raduno di Monte Carlo. Quando Price non riuscì ad trovare un editore, vendette la collezione all'asta a Melbourne nel 2007. Il suo libro, Joan Richmond: The Remarkable, Previously Untold Story da Melbourne a Monte Carlo e Beyond, contenente le sue ricerche e le interviste registrate con Joan, venne finalmente pubblicato nel 2011.
Nel 2014 il National Museum of Australia organizzò una mostra su Joan Richmond.

## Opere
- The Remarkable, Previously Untold Story da Melbourne a Monte Carlo e Beyond, con David Price (2011)[8]